# Cryptomycocolacales
Cryptomycocolacales är en ordning av svampar. Cryptomycocolacales ingår i klassen Cryptomycocolacomycetes, divisionen basidiesvampar och riket svampar.
| Cryptomycocolacales | \| \| Cryptomycocolacaceae \| \| \| \| |
|                     | \| \| Cryptomycocolacaceae \| \| \| \| |
|                     | Cryptomycocolacaceae                   |
|                     |                                        |

|  | Cryptomycocolacaceae |
|  |                      |